# 黄国
黄国，嬴姓诸侯国，国民是东夷中黄夷的后代。商代黄夷已在淮水之滨建立国家。周人灭商后，黄人归服，得以保留。从出土的东周时期黄国及相关的青铜器看，嬴姓黄国与姬姓随国等一直保持婚姻關係。
從證據看來，先秦時期可能出現不只一個黃國。汾水流域曾也有一個黃國，據傳出自台駘之後，後為晉國所滅。本文所記述的為位於河南潢川的黃國。

## 黄国歷史
《竹書紀年》載：「（夏）后相即位，二年，征黄夷。」
黄國史實見於《左傳》者，始于桓公八年（前704年）。這時楚國方興，在楚地約會諸侯，黄、隨二國都沒参加，結果，漢陽的隨國受到討伐，淮水的黄國由於相距較遠，躲過一劫，但也遭到楚國的斥責。前675年，楚文王首次伐黄。面對勢力已擴張到淮河中上游的楚國，黄國採取了依靠強齊抵禦強楚的策略。前658年，黄國参加了在宋地舉行的謀劃伐楚的齊、宋、江、黄四國會盟。第二年，四國又在山東陽穀盟会。前655年秋，黄、江二國伐陳。隨著齊國霸主地位的形成，淮域諸國紛紛叛楚附齊。極力北上争霸的楚國当然不甘示弱，同一年就將黄国的姻親小國弦國滅掉，弦子逃奔黄國。6年後，即前649年冬，楚國藉口「黃人不歸楚貢」，出師伐黃。半年後，即前648年夏，黃國為楚所滅。

## 黃國故城
黃國故城位於河南省信陽市潢川縣西北6公里處的隆古鄉。城址長方形，周長6700米，城墻殘高5公尺-7公尺，時代為西周到春秋時期。在黃國故城西南約20公里的光山縣寶相寺一帶，發現黃國貴族墓地。1983年發掘出黃君孟夫婦墓，1988年發掘出黃季佗父墓。在黃國疆域內的罗山、光山、潢川等地都出土不少珍貴的黃國文物，時代多為春秋早期。